# Liga Campionilor 2010-2011
Liga Campionilor UEFA 2010-2011 a fost cea de-a cincizeci și a șasea ediție a celei mai importante competiții de fotbal inter-cluburi din Europa, a nouăsprezecea sub denumirea de Liga Campionilor și a doua a noului format aprobat de UEFA la data de 30 noiembrie 2007. Finala a avut loc pe stadionul Wembley și a fost câștigată de FC Barcelona.

## Preliminarii

### Primul tur preliminar
- Turul 1 preliminar (Q0) - participă 4 echipe, se califică două:
  - Campioanele asociațiilor 50-53 (exceptând Liechenstein).

Meciurile tur s-au disputat pe 29 și 30 iunie, iar meciurile retur pe 6 și 7 iulie 2010. Primul meci al competiției (29 iunie - FC Santa Coloma - Birkirkara) a fost anulat din cauza stării proaste a terenului.
| Echipa 1        | General | Echipa 2          | Tur  | Retur |
| --------------- | ------- | ----------------- | ---- | ----- |
| SP Tre Fiori    | 1:7     | FK Rudar Pljevlja | 0:3  | 1:4   |
| FC Santa Coloma | 3:7     | Birkirkara FC     | 0:31 | 3:4   |

- Nota 1: Amânat datorită terenului impracticabil. FC Santa Coloma a propus ca meciul să se desfășoare în ziua următoare (30 iunie), dar UEFA  a decis la 1 iulie să acorde victoria la masa verde clubului maltez Birkirkara.[2]

### Turul doi preliminar
- Turul 2 preliminar (Q1) - au participat 34 de echipe, s-au calificat 17:
  - Campioanele asociațiilor 17-49 (exceptând Liechenstein).
  - 2 câștigătoare din Q0

| Echipa 1              | General    | Echipa 2                | Tur | Retur |
| --------------------- | ---------- | ----------------------- | --- | ----- |
| FK Liepājas Metalurgs | 0:5        | Sparta Praga            | 0:3 | 0:2   |
| FC Aktobe             | 3:1        | FC Olimpi Rustavi       | 2:0 | 1:1   |
| FC Levadia Tallinn    | 3:4        | Debreceni VSC           | 1:1 | 2:3   |
| Partizan Belgrad      | 4:1        | FC Pyunik               | 3:1 | 1:0   |
| FK Inter Baku         | 1:1(8-9 p) | Lech Poznań             | 0:1 | 1:0   |
| NK Dinamo Zagreb      | 5:4        | FC Koper                | 5:1 | 0:3   |
| PFC Litex Lovech      | 5:0        | FK Rudar Pljevlja       | 1:0 | 4:0   |
| Birkirkara FC         | 1:3        | MŠK Žilina              | 1:0 | 0:3   |
| FC Sheriff Tiraspol   | 3:2        | KS Dinamo Tirana        | 3:1 | 0:1   |
| Hapoel Tel Aviv FC    | 6:0        | FK Željezničar Sarajevo | 5:0 | 1:0   |
| AC Omonia             | 5:0        | FK Renova               | 3:0 | 2:0   |
| Red Bull Salzburg     | 5:1        | HB Tórshavn             | 5:0 | 0:1   |
| Bohemian FC           | 1:4        | The New Saints FC       | 1:0 | 0:4   |
| BATE Borisov          | 6:1        | FH Hafnarfjörður        | 5:1 | 1:0   |
| AIK Solna             | 1:0        | Jeunesse Esch           | 1:0 | 0:0   |
| Linfield FC           | 0:2        | Rosenborg BK            | 0:0 | 0:2   |
| FK Ekranas            | 1:2        | HJK Helsinki            | 1:0 | 0:2   |

### Turul trei preliminar
Din această fază, echipele prezente au fost despărțite pe două tablouri, unul pentru echipele campioane naționale, și altul pentru cele clasate pe locurile doi, trei sau patru în competițiile interne, dar care au avut drept de joc în Liga Campionilor. Meciurile acestei faze s-au disputat pe 27 și 28 iulie, turul, respectiv 3 și 4 august, returul.

#### Turul trei preliminar pentru campioni
- au participat 20 de echipe, au mers mai departe zece:
  - Campioanele asociațiilor 14-16.
  - cele 17 câștigătoare din câștigătoare din Q1

| Echipa 1            | General     | Echipa 2           | Tur | Retur |
| ------------------- | ----------- | ------------------ | --- | ----- |
| Sparta Praga        | 2:0         | Lech Poznań        | 1:0 | 1:0   |
| FC Aktobe           | 2:3         | Hapoel Tel Aviv FC | 1:0 | 1:3   |
| FC Sheriff Tiraspol | 2:2 (6-5 p) | NK Dinamo Zagreb   | 1:1 | 1:1   |
| PFC Litex Loveci    | 2:4         | MŠK Žilina         | 1:1 | 1:3   |
| Debreceni VSC       | 1:5         | FC Basel           | 0:2 | 1:3   |
| AIK Solna           | 0:4         | Rosenborg BK       | 0:1 | 0:3   |
| Partizan Belgrad    | 5:1         | HJK Helsinki       | 3:0 | 2:1   |
| BATE Borisov        | 2:3         | FC Copenhaga       | 0:0 | 2:3   |
| The New Saints FC   | 1:6         | RSC Anderlecht     | 1:3 | 0:3   |
| AC Omonia           | 2:5         | Red Bull Salzburg  | 1:1 | 1:4   |

#### Turul trei preliminar pentru non-campioni
- Au participat zece echipe, s-au calificat mai departe 5:
  - Echipele clasate pe locurile doi sau trei în campionatele asociațiilor 6-15 inclusiv.

| Echipa 1           | General | Echipa 2                | Tur | Retur |
| ------------------ | ------- | ----------------------- | --- | ----- |
| Ajax Amsterdam     | 4:4     | PAOK Salonic            | 1:1 | 3:3   |
| Dinamo Kiev        | 6:1     | KAA Gent                | 3:0 | 3:1   |
| BSC Young Boys     | 3:2     | Fenerbahçe SK           | 2:2 | 1:0   |
| SC Braga           | 4:2     | Celtic Glasgow          | 3:0 | 1:2   |
| FC Unirea Urziceni | 0:1     | FC Zenit St. Petersburg | 0:0 | 0:1   |

## Play-off-ul
Meciurile acestei faze au fost programate pe 17 și 18 august, turul, respectiv 24 și 25 august, returul.

### Play-off-ul pentru campioni
| Echipa 1          | General     | Echipa 2            | Tur | Retur |
| ----------------- | ----------- | ------------------- | --- | ----- |
| Red Bull Salzburg | 3:4         | Hapoel Tel Aviv     | 2:3 | 1:1   |
| Sparta Praga      | 0:3         | MŠK Žilina          | 0:2 | 0:1   |
| FC Basel          | 4:0         | FC Sheriff Tiraspol | 1:0 | 3:0   |
| Rosenborg BK      | 2:2         | FC Copenhaga        | 2:1 | 0:1   |
| Partizan Belgrad  | 4:4 (3-2 p) | RSC Anderlecht      | 2:2 | 2:2   |

### Play-off-ul pentru non-campioni
| Echipa 1                | General | Echipa 2          | Tur | Retur |
| ----------------------- | ------- | ----------------- | --- | ----- |
| FC Zenit St. Petersburg | 1:2     | Auxerre           | 1:0 | 0:2   |
| BSC Young Boys          | 3:6     | Tottenham Hotspur | 3:2 | 0:4   |
| Dinamo Kiev             | 2:3     | Ajax Amsterdam    | 1:1 | 1:2   |
| SC Braga                | 5:3     | FC Sevilla        | 1:0 | 4:3   |
| Werder Bremen           | 5:4     | Sampdoria Genova  | 3:1 | 2:3   |

## Faza grupelor
- Meciurile acestei faze se dispută de la aceeași oră, 21:45, excepție făcând partidele disputate în Rusia, care încep la ora 19:30.
- În acest sezon debutează în Liga Campionilor șase echipe: Bursaspor, Hapoel Tel-Aviv, Sporting Braga, Twente, Žilina și Tottenham Hotspur.

|  | Echipele calificate pentru optimile de finală.                         |
|  | Echipele calificate pentru șaisprezecimile de finală ale Ligii Europa. |
|  | Echipe eliminate din competițiile europene.                            |

### Grupa A
| Echipa        | Pct | M | V | E | Î | GM | GP | Dif |
| ------------- | --- | - | - | - | - | -- | -- | --- |
| Tottenham     | 11  | 6 | 3 | 2 | 1 | 18 | 11 | +7  |
| Inter Milano  | 10  | 6 | 3 | 1 | 2 | 12 | 11 | +1  |
| Twente        | 6   | 6 | 1 | 3 | 2 | 9  | 11 | -2  |
| Werder Bremen | 5   | 6 | 1 | 2 | 3 | 6  | 12 | -6  |

| 14 septembrie | FC Twente Stadion | FC Twente         | 2:2 | Inter Milano      |
| 14 septembrie | Weserstadion      | Werder Bremen     | 2:2 | Tottenham Hotspur |
| 29 septembrie | White Hart Lane   | Tottenham Hotspur | 4:1 | FC Twente         |
| 29 septembrie | Giuseppe Meazza   | Inter Milano      | 4:0 | Werder Bremen     |
| 20 octombrie  | Giuseppe Meazza   | Inter Milano      | 4:3 | Tottenham Hotspur |
| 20 octombrie  | FC Twente Stadion | FC Twente         | 1:1 | Werder Bremen     |
| 2 noiembrie   | White Hart Lane   | Tottenham Hotspur | 3:1 | Inter Milano      |
| 2 noiembrie   | Weserstadion      | Werder Bremen     | 0:2 | FC Twente         |
| 24 noiembrie  | Giuseppe Meazza   | Inter Milano      | 1:0 | FC Twente         |
| 24 noiembrie  | White Hart Lane   | Tottenham Hotspur | 3:0 | Werder Bremen     |
| 7 decembrie   | FC Twente Stadion | FC Twente         | 3:3 | Tottenham Hotspur |
| 7 decembrie   | Weserstadion      | Werder Bremen     | 3:0 | Inter Milano      |

### Grupa B
| Echipa          | Pct | M | V | E | Î | GM | GP | Dif |
| --------------- | --- | - | - | - | - | -- | -- | --- |
| Schalke 04      | 13  | 6 | 4 | 1 | 1 | 10 | 3  | +7  |
| Lyon            | 10  | 6 | 3 | 1 | 2 | 11 | 10 | +1  |
| Benfica         | 6   | 6 | 2 | 0 | 4 | 7  | 12 | -5  |
| Hapoel Tel Aviv | 5   | 6 | 1 | 2 | 3 | 7  | 10 | -3  |

| 14 septembrie | Stade Gerland      | Olympique Lyon     | 1:0 | FC Schalke 04      |
| 14 septembrie | Estádio da Luz     | SL Benfica         | 2:0 | Hapoel Tel Aviv FC |
| 29 septembrie | Bloomfield Stadium | Hapoel Tel Aviv FC | 1:3 | Olympique Lyon     |
| 29 septembrie | Arena AufSchalke   | FC Schalke 04      | 2:0 | SL Benfica         |
| 20 octombrie  | Arena AufSchalke   | FC Schalke 04      | 3:1 | Hapoel Tel Aviv FC |
| 20 octombrie  | Stade Gerland      | Olympique Lyon     | 2:0 | SL Benfica         |
| 2 noiembrie   | Bloomfield Stadium | Hapoel Tel Aviv FC | 0:0 | FC Schalke 04      |
| 2 noiembrie   | Estádio da Luz     | SL Benfica         | 4:3 | Olympique Lyon     |
| 24 noiembrie  | Arena AufSchalke   | FC Schalke 04      | 3:0 | Olympique Lyon     |
| 24 noiembrie  | Bloomfield Stadium | Hapoel Tel Aviv FC | 3:0 | SL Benfica         |
| 7 decembrie   | Stade Gerland      | Olympique Lyon     | 2:2 | Hapoel Tel Aviv FC |
| 7 decembrie   | Estádio da Luz     | SL Benfica         | 1:2 | FC Schalke 04      |

### Grupa C
| Echipa            | Pct | M | V | E | Î | GM | GP | Dif |
| ----------------- | --- | - | - | - | - | -- | -- | --- |
| Manchester United | 14  | 6 | 4 | 2 | 0 | 7  | 1  | +6  |
| Valencia          | 11  | 6 | 3 | 2 | 1 | 15 | 4  | +11 |
| Rangers           | 6   | 6 | 1 | 3 | 2 | 3  | 6  | -3  |
| Bursaspor         | 1   | 6 | 0 | 1 | 5 | 2  | 16 | -14 |

| 14 septembrie | Old Trafford          | Manchester United | 0:0 | Rangers FC        |
| 14 septembrie | Bursa Atatürk Stadium | Bursaspor         | 0:4 | Valencia CF       |
| 29 septembrie | Mestalla              | Valencia CF       | 0:1 | Manchester United |
| 29 septembrie | Ibrox Stadium         | Rangers FC        | 1:0 | Bursaspor         |
| 20 octombrie  | Ibrox Stadium         | Rangers FC        | 1:1 | Valencia CF       |
| 20 octombrie  | Old Trafford          | Manchester United | 1:0 | Bursaspor         |
| 2 noiembrie   | Mestalla              | Valencia CF       | 3:0 | Rangers FC        |
| 2 noiembrie   | Bursa Atatürk Stadium | Bursaspor         | 0:3 | Manchester United |
| 24 noiembrie  | Ibrox Stadium         | Rangers FC        | 0:1 | Manchester United |
| 24 noiembrie  | Mestalla              | Valencia CF       | 6:1 | Bursaspor         |
| 7 decembrie   | Old Trafford          | Manchester United | 1:1 | Valencia CF       |
| 7 decembrie   | Bursa Atatürk Stadium | Bursaspor         | 1:1 | Rangers           |

### Grupa D
| Echipa        | Pct | M | V | E | Î | GM | GP | Dif |
| ------------- | --- | - | - | - | - | -- | -- | --- |
| Barcelona     | 14  | 6 | 4 | 2 | 0 | 14 | 3  | +11 |
| Copenhaga     | 10  | 6 | 3 | 1 | 2 | 7  | 5  | +2  |
| Rubin Kazan   | 6   | 6 | 1 | 3 | 2 | 2  | 4  | -2  |
| Panathinaikos | 2   | 6 | 0 | 2 | 4 | 2  | 13 | -11 |

| 14 septembrie | Camp Nou       | FC Barcelona     | 5:1 | Panathinaikos FC |
| 14 septembrie | Parken Stadion | FC Copenhaga     | 1:0 | FC Rubin Kazan   |
| 29 septembrie | Central        | FC Rubin Kazan   | 1:1 | FC Barcelona     |
| 29 septembrie | Olimpic        | Panathinaikos FC | 0:2 | FC Copenhaga     |
| 20 octombrie  | Olimpic        | Panathinaikos FC | 0:0 | FC Rubin Kazan   |
| 20 octombrie  | Camp Nou       | FC Barcelona     | 2:0 | FC Copenhaga     |
| 2 noiembrie   | Central        | FC Rubin Kazan   | 0:0 | Panathinaikos FC |
| 2 noiembrie   | Parken Stadion | FC Copenhaga     | 1:1 | FC Barcelona     |
| 24 noiembrie  | Olimpic        | Panathinaikos FC | 0:3 | FC Barcelona     |
| 24 noiembrie  | Central        | FC Rubin Kazan   | 1:0 | FC Copenhaga     |
| 7 decembrie   | Camp Nou       | FC Barcelona     | 2:0 | FC Rubin Kazan   |
| 7 decembrie   | Parken Stadion | FC Copenhaga     | 3:1 | Panathinaikos FC |

### Grupa E
| Echipa   | Pct | M | V | E | Î | GM | GP | Dif |
| -------- | --- | - | - | - | - | -- | -- | --- |
| Bayern   | 15  | 6 | 5 | 0 | 1 | 16 | 6  | +10 |
| Roma     | 10  | 6 | 3 | 1 | 2 | 10 | 11 | -1  |
| Basel    | 6   | 6 | 2 | 0 | 4 | 8  | 11 | -3  |
| CFR Cluj | 4   | 6 | 1 | 1 | 4 | 6  | 12 | -6  |

| 15 septembrie | Fußball Arena München    | Bayern München | 2:0 | AS Roma        |
| 15 septembrie | Dr. Constantin Rădulescu | CFR Cluj       | 2:1 | FC Basel       |
| 28 septembrie | St. Jakob Park           | FC Basel       | 1:2 | Bayern München |
| 28 septembrie | Olimpic                  | AS Roma        | 2:1 | CFR Cluj       |
| 19 octombrie  | Olimpic                  | AS Roma        | 1:3 | FC Basel       |
| 19 octombrie  | Fußball Arena München    | Bayern München | 3:2 | CFR Cluj       |
| 3 noiembrie   | St. Jakob Park           | FC Basel       | 2:3 | AS Roma        |
| 3 noiembrie   | Dr. Constantin Rădulescu | CFR Cluj       | 0:4 | Bayern München |
| 23 noiembrie  | Olimpic                  | AS Roma        | 3:2 | Bayern München |
| 23 noiembrie  | St. Jakob Park           | FC Basel       | 1:0 | CFR Cluj       |
| 8 decembrie   | Fußball Arena München    | Bayern München | 3:0 | FC Basel       |
| 8 decembrie   | Dr. Constantin Rădulescu | CFR Cluj       | 1:1 | AS Roma        |

### Grupa F
| Echipa       | Pct | M | V | E | Î | GM | GP | Dif |
| ------------ | --- | - | - | - | - | -- | -- | --- |
| Chelsea      | 15  | 6 | 5 | 0 | 1 | 14 | 4  | +10 |
| Marseille    | 12  | 6 | 4 | 0 | 2 | 12 | 3  | +9  |
| Spartak Mos. | 9   | 6 | 3 | 0 | 3 | 7  | 10 | -3  |
| MŠK Žilina   | 0   | 6 | 0 | 0 | 6 | 3  | 19 | -16 |

| 15 septembrie | Stade Vélodrome | Olympique Marseille | 0:1 | Spartak Moscova     |
| 15 septembrie | Pod Dubňom      | MŠK Žilina          | 1:4 | Chelsea FC          |
| 28 septembrie | Stamford Bridge | Chelsea FC          | 2:0 | Olympique Marseille |
| 28 septembrie | Lujniki         | Spartak Moscova     | 3:0 | MŠK Žilina          |
| 19 octombrie  | Lujniki         | Spartak Moscova     | 0:2 | Chelsea FC          |
| 19 octombrie  | Stade Vélodrome | Olympique Marseille | 1:0 | MŠK Žilina          |
| 3 noiembrie   | Stamford Bridge | Chelsea FC          | 4:1 | Spartak Moscova     |
| 3 noiembrie   | Pod Dubňom      | MŠK Žilina          | 0:7 | Olympique Marseille |
| 23 noiembrie  | Lujniki         | Spartak Moscova     | 0:3 | Olympique Marseille |
| 23 noiembrie  | Stamford Bridge | Chelsea FC          | 2:1 | MŠK Žilina          |
| 8 decembrie   | Stade Vélodrome | Olympique Marseille | 1:0 | Chelsea FC          |
| 8 decembrie   | Pod Dubňom      | MŠK Žilina          | 1:2 | Spartak Moscova     |

### Grupa G
| Echipa      | Pct | M | V | E | Î | GM | GP | Dif |
| ----------- | --- | - | - | - | - | -- | -- | --- |
| Real Madrid | 16  | 6 | 5 | 1 | 0 | 15 | 2  | +13 |
| Milan       | 8   | 6 | 2 | 2 | 2 | 7  | 7  | 0   |
| Ajax        | 7   | 6 | 2 | 1 | 3 | 6  | 10 | -4  |
| Auxerre     | 3   | 6 | 1 | 0 | 5 | 3  | 12 | -9  |

| 15 septembrie | Santiago Bernabéu    | Real Madrid    | 2:0 | Ajax Amsterdam |
| 15 septembrie | San Siro             | AC Milan       | 2:0 | AJ Auxerre     |
| 28 septembrie | Stade Abbé-Deschamps | AJ Auxerre     | 0:1 | Real Madrid    |
| 28 septembrie | Amsterdam Arena      | Ajax Amsterdam | 1:1 | AC Milan       |
| 19 octombrie  | Amsterdam Arena      | Ajax Amsterdam | 2:1 | AJ Auxerre     |
| 19 octombrie  | Santiago Bernabéu    | Real Madrid    | 2:0 | AC Milan       |
| 3 noiembrie   | Stade Abbé-Deschamps | AJ Auxerre     | 2:1 | Ajax Amsterdam |
| 3 noiembrie   | San Siro             | AC Milan       | 2:2 | Real Madrid    |
| 23 noiembrie  | Amsterdam Arena      | Ajax Amsterdam | 0:4 | Real Madrid    |
| 23 noiembrie  | Stade Abbé-Deschamps | AJ Auxerre     | 0:2 | AC Milan       |
| 8 decembrie   | Santiago Bernabéu    | Real Madrid    | 4:0 | AJ Auxerre     |
| 8 decembrie   | San Siro             | AC Milan       | 0:2 | Ajax Amsterdam |

### Grupa H
| Echipa          | Pct | M | V | E | Î | GM | GP | Dif |
| --------------- | --- | - | - | - | - | -- | -- | --- |
| Șahtior Donețsk | 15  | 6 | 5 | 0 | 1 | 12 | 6  | +6  |
| Arsenal         | 12  | 6 | 4 | 0 | 2 | 18 | 7  | +11 |
| Braga           | 9   | 6 | 3 | 0 | 3 | 5  | 11 | -6  |
| Partizan        | 0   | 6 | 0 | 0 | 6 | 2  | 13 | -11 |

| 15 septembrie | Arsenal Stadium    | Arsenal FC       | 6:0 | SC Braga         |
| 15 septembrie | Donbass Arena      | Șahtior Donețk   | 1:0 | Partizan Belgrad |
| 28 septembrie | Stadionul Partizan | Partizan Belgrad | 1:3 | Arsenal FC       |
| 28 septembrie | Municipal de Braga | SC Braga         | 0:3 | Șahtior Donețk   |
| 19 octombrie  | Municipal de Braga | SC Braga         | 2:0 | Partizan Belgrad |
| 19 octombrie  | Arsenal Stadium    | Arsenal FC       | 5:1 | Șahtior Donețk   |
| 3 noiembrie   | Stadionul Partizan | Partizan Belgrad | 0:1 | SC Braga         |
| 3 noiembrie   | Donbass Arena      | Șahtior Donețk   | 2:1 | Arsenal FC       |
| 23 noiembrie  | Municipal de Braga | SC Braga         | 2:0 | Arsenal FC       |
| 23 noiembrie  | Stadionul Partizan | Partizan Belgrad | 0:3 | Șahtior Donețk   |
| 8 decembrie   | Arsenal Stadium    | Arsenal FC       | 3:1 | Partizan Belgrad |
| 8 decembrie   | Donbass Arena      | Șahtior Donețk   | 2:0 | SC Braga         |

## Faza eliminatorie

### Optimi de finală
Tragerea la sorți pentru această fază a competiției a avut loc la 17 decembrie 2010, la Nyon. Echipele calificate au fost repartizate în două urne. În urna capilor de serie au fost formațiile care au încheiat pe primul loc grupele din care au făcut parte, iar în urna a doua au fost echipele de pe locurile secunde. Acestea din urmă au fost gazde în prima manșă din optimi.
Meciurile tur din această fază au fost programate pe 15, 16, 22 și 23 februarie, iar partidele retur în datele de 8, 9, 15 și 16 martie.
| Locul doi în grupe  | General    | Locul întâi în grupe | Tur | Retur |
| ------------------- | ---------- | -------------------- | --- | ----- |
| AS Roma             | 2:6        | FC Șahtior Donețk    | 2:3 | 0:3   |
| AC Milan            | 0:1        | Tottenham Hotspur FC | 0:1 | 0:0   |
| Valencia CF         | 2:4        | FC Schalke 04        | 1:1 | 1:3   |
| Inter Milano        | 3:3 (g.d.) | Bayern München       | 0:1 | 3:2   |
| Olympique Lyon      | 1:4        | Real Madrid          | 1:1 | 0:3   |
| Arsenal FC          | 3:4        | FC Barcelona         | 2:1 | 1:3   |
| Olympique Marseille | 1:2        | Manchester United    | 0:0 | 1:2   |
| FC Copenhaga        | 0:2        | Chelsea FC           | 0:2 | 0:0   |

### Sferturi de finală
Tragerea la sorți pentru această fază a competiției a avut loc la 18 martie 2011, la Nyon. Toate cele opt echipe calificate au fost într-o singură urnă, nemaifiind astfel capi de serie pentru această fază, sau protecție de țară.
Sferturile de finală au fost programate pe 5 și 6 aprilie, tur, respectiv 12 și 13 aprilie returul.
| Echipa 1     | General | Echipa 2             | Tur | Retur |
| ------------ | ------- | -------------------- | --- | ----- |
| Real Madrid  | 5:0     | Tottenham Hotspur FC | 4:0 | 1:0   |
| Chelsea FC   | 1:3     | Manchester United    | 0:1 | 1:2   |
| FC Barcelona | 6:1     | FC Șahtior Donețk    | 5:1 | 1:0   |
| Inter Milano | 3:7     | FC Schalke 04        | 2:5 | 1:2   |

### Semifinale
Tragerea la sorți pentru această fază a competiției a avut loc la 18 martie 2011, la Nyon. Prima manșă a fost programată pe 26 și 27 aprilie, iar returul pe 3 și 4 mai.
| Echipa 1      | General | Echipa 2          | Tur | Retur |
| ------------- | ------- | ----------------- | --- | ----- |
| FC Schalke 04 | 1:6     | Manchester United | 0:2 | 1:4   |
| Real Madrid   | 1:3     | FC Barcelona      | 0:2 | 1:1   |

### Finala
| Echipa 1     | Scor | Echipa 2          | Stadion           | Oraș   |
| ------------ | ---- | ----------------- | ----------------- | ------ |
| FC Barcelona | 3:1  | Manchester United | Stadionul Wembley | Londra |

## Golgheteri
| Jucător           | Echipă                | Goluri | Minute |
| ----------------- | --------------------- | ------ | ------ |
| Lionel Messi      | FC Barcelona          | 12     | 957'   |
| Mario Gómez       | Bayern München        | 8      | 607'   |
| Samuel Eto'o      | Internazionale Milano | 8      | 900'   |
| Nicolas Anelka    | Chelsea FC            | 7      | 584'   |
| Karim Benzema     | Real Madrid           | 6      | 372'   |
| Roberto Soldado   | Valencia CF           | 6      | 416'   |
| Cristiano Ronaldo | Real Madrid           | 6      | 1021'  |